# Randwick
Randwick – wieś i civil parish w Anglii, w Gloucestershire, w dystrykcie Stroud. W 2011 roku civil parish liczyła 1423 mieszkańców.